# Ichthyornis
Ichthyornis (gr. "ave-pez" debido a sus vértebras similares a las de los peces) es un género de aves dentadas extintas del Cretácico Superior, hace entre 93 y 75 millones de años que habitaron en América del Norte. Sus restos fósiles son conocidos de depósitos de tiza de Alberta, Alabama, Kansas, Nuevo México, Saskatchewan y Texas, en estratos que estuvieron bajo la Vía Marítima Interior Occidental durante los periodos Turoniense-Campaniense, hace unos 95-85 millones de años). Ichthyornis es un componente común de la fauna de la Formación Niobrara, y se han hallado numerosos especímenes tanto adultos como de individuos inmaduros.
Ichthyornis ha sido históricamente importante por haber arrojado indicios acerca de la evolución de las aves primitivas. Fue la primera ave con dientes en ser descubierta, y Charles Darwin notó su significado durante los primeros años de desarrollo de la teoría de la evolución. Ichthyornis aún hoy sigue siendo importante como una de las pocas aves del Mesozoico conocida a partir de numerosos especímenes.

## Descripción
Se piensa que Ichthyornis era el equivalente ecológico en el Cretácico de las modernas aves marinas como gaviotas, petreles y rayadores. Tenía un tamaño promedio similar al de una paloma, de 24 centímetros de largo, con una envergadura alar (sin contar la longitud de las plumas que tenía en vida) de cerca de 43 cm aunque había una considerable variación de tamaño entre los especímenes conocidos, siendo algunos menores y otros mucho mayores que el espécimen tipo de I. dispar.
Ichthyornis es notable sobre todo por la combinación de vértebras cóncavas tanto en la zona frontal como trasera de las mismas (similar a algunos peces, de los que el ave obtuvo su nombre) y varias otras sutiles características de su esqueleto que la colocan aparte de sus parientes próximos. No obstante, Ichthyornis es más conocida por sus dientes, que estaban presentes solo en la mitad posterior de sus mandíbulas superior e inferior. La punta de las mandíbulas estaba en cambio cubiertas de material córneo, formando un pico. El pico de Ichthyornis, como el de las hesperornítidas y otras aves primitivas, estaba compuesto por varias placas distintas, similar al pico de un albatros, en lugar de la capa única de queratina que tienen muchas aves modernas. Los dientes eran más aplanados que los dientes más redondeados que se observan en los cocodrilos, aunque se vuelven más amplios hacia la base de la corona. La punta de los dientes estaba curvada hacia atrás y carecía de bordes aserrados.
Aunque las alas y esternón eran de apariencia muy moderna (lo que sugiere una gran habilidad voladora y la sitúa junto a las aves modernas en el avanzado grupo Carinatae), las mandíbulas, como ya se dijo, eran dentadas. A diferencia de aves más primitivas como las Enantiornithes, parece que llegaba a la adultez en un proceso de crecimiento corto y continuo.

## Evolución
Los fósiles de Ichthyornis han sido hallados en casi todos los niveles de la formación Niobrara, desde lechos que datan del periodo Coniaciense tardío (hace cerca de 89 millones de añoso) al periodo Campaniense (hace cerca de 85 millones de años). Restos aún más antiguos atribuidos a Ichthyornis han sido encontrados en la formación Greenhorn de Kansas, datando de principios del periodo Turoniense (hace cerca de 93 millones de años), y el periodo Cenomaniense de Saskatchewan, datando de hace unos 95 millones de años.

## Historia
Ichthyornis fue descubierto originariamente en 1870 por Benjamin Franklin Mudge, un profesor del Kansas State Agricultural College quien recuperó los fósiles del río Solomon en Kansas, EUA. Mudge era un prolífico recolector de fósiles que despachó sus descubrimientos a científicos prominentes para su estudio. Mudge previamente había tenido una cercana asociación con el paleontólogo Edward Drinker Cope de la Academia de Ciencias Naturales en Filadelfia. Sin embargo, como describió S.W. Williston en 1898, Mudge fue pronto contactado por Othniel Charles Marsh, el rival de Cope en la llamada Guerra de los Huesos, una competencia para recolectar e identificar fósiles en el oeste de Estados Unidos. Marsh escribió a Mudge en 1872 y le ofreció identificar cualquier fósil relevante sin costo alguno, y le daría a Mudge todo el crédito por el descubrimiento. Marsh había sido amigo de Mudge cuando eran jóvenes, así que cuando Mudge supo de la propuesta de Marsh, él cambió la dirección de la caja de embalaje que contenía al espécimen de Ichthyornis (el cual estaba dirigido a Cope y listo para su envío), y lo envió a Marsh. Marsh había ganado por poco el prestigio de estudiar y nombrar el importante fósil a expensas de su rival.
No obstante, Marsh inicialmente no reconoció la verdadera importancia del fósil. Poco después de recibirlo, el reportó a Mudge su opinión de que la losa de creta contenía los restos de dos animales distintos: un ave pequeña y las mandíbulas dentadas de un reptil desconocido. Marsh consideró que las vértebras inusuales del ave se parecían a las de un pez, por lo que la nombró Ichthyornis, o "ave pez." Más tarde en 1872, Marsh describió las mandíbulas como pertenecientes a un reptil marino, al que llamó Colonosaurus mudgei.

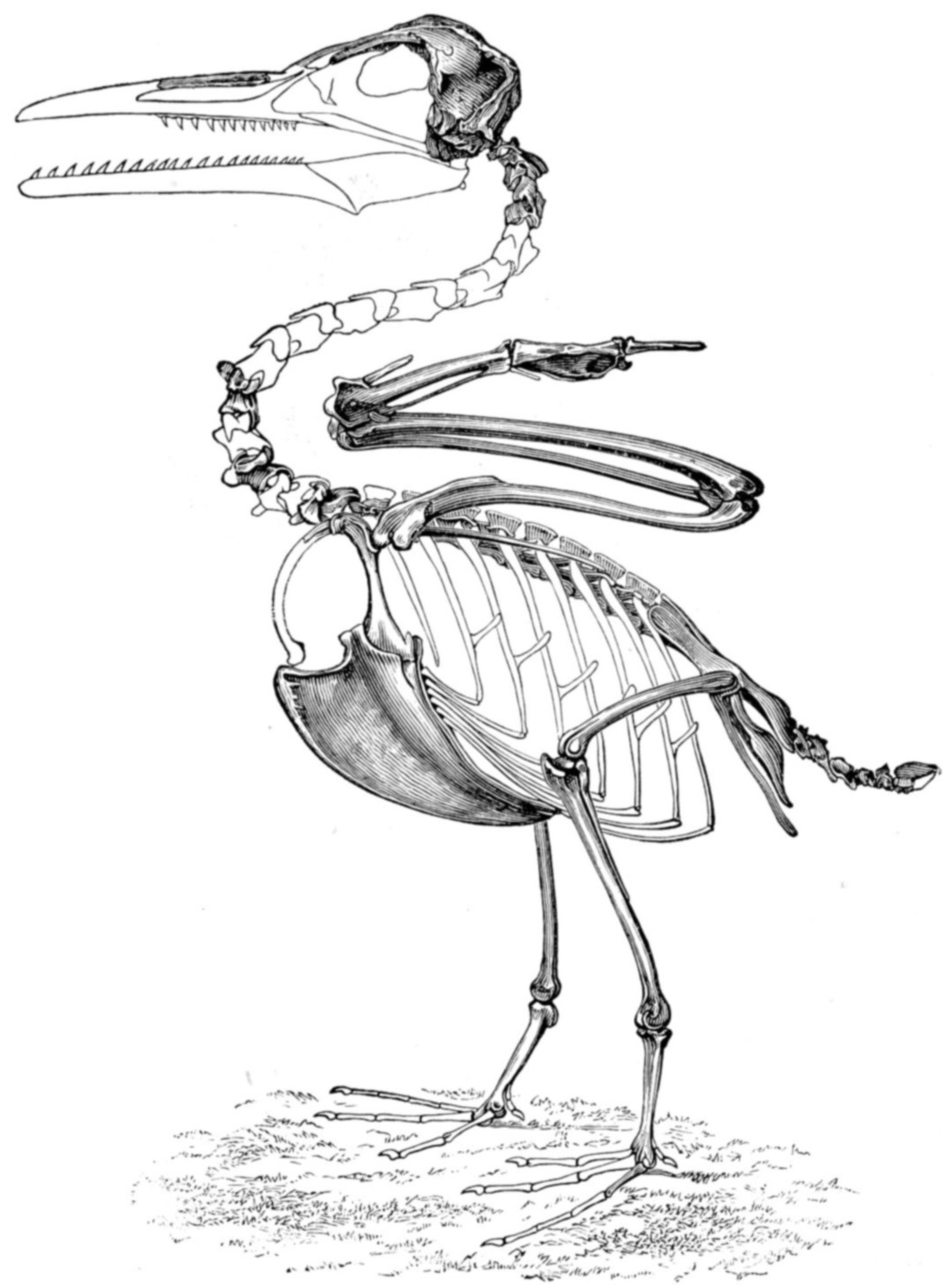
Reconstrucción del esqueleto de I. victor (ahora I. dispar) por O.C. Marsh

En 1873, Marsh pronto reconoció su error. A través de la preparación y exposición de los huesos craneales de la roca, él halló que las mandíbulas dentadas provenían del ave misma y no de un reptil marino. Debido a las peculiares características del Ichthyornis (vértebras cóncavas en ambos lados y dientes), Marsh escogió clasificar el ave en una subclase propia que llamó Odontornithes (es decir, "aves dentadas" en griego), y en el nuevo orden Ichthyornithes (más tarde Ichthyornithiformes). La única otra ave que Marsh incluyó en estos grupos fue la recientemente nombrada Apatornis, que él previamente había clasificado como una especie de Ichthyornis, I. celer. Mudge más tarde notó la rareza y calidad de estas aves fósiles dentadas (incluyendo a Hesperornis, que se fue hallada con dientes por 1877), y la ironía de su asociación con los restos de pterosaurios sin dientes, reptiles voladores de los que en esa época solo se conocían especies dentadas procedentes de otras regiones del mundo.
Poco después de su descubrimiento, Ichthyornis fue reconocida por su importancia para la teoría de la evolución recientemente publicada por Charles Darwin. Darwin comentó a Marsh en una carta en 1880 que Ichthyornis y Hesperornis ofrecían "el mejor soporte para la teoría de la evolución" desde la primera publicación de El origen de las especies en 1859. (Aunque Archaeopteryx fue la primera ave mesozoica descubierta y se sabe que también poseía dientes, el primer espécimen con cráneo no fue descrito hasta 1884). Otros contemporáneos reconocieron también las implicaciones de un ave casi moderna con dientes reptilianos, y temían la controversia que causaría. Un estudiante de Yale describió a varios hombres y mujeres urguiendo a Marsh a ocultar a Ichthyornis del público debido a que prestaba mucho soporte a la teoría evolutiva. Muchos acusaron a Marsh de haber alterado los fósiles o crear intencionalmente un trucaje asociando mandíbulas reptilianas con el cuerpo de un ave,acusaciones que continuaron incluso hasta una fecha tardía como 1967. Sin embargo, una abrumadora mayoría de investigadores han demostrado que la interpretación de Marsh de los fósiles era correcta, y él ha sido totalmente reivindicado por hallazgos posteriores.

### Especímenes en muestra

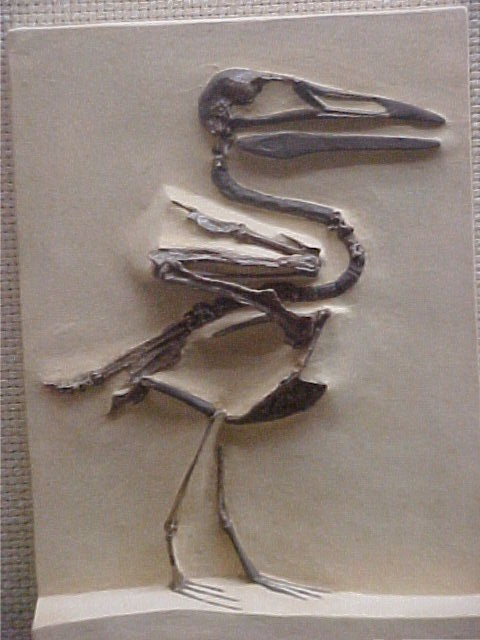
Exhibición del panel compuesto de I. victor (ahora I. dispar), Museo Peabody de Historia Natural

A principios del siglo XX, el Museo Peabody de Historia Natural en la Universidad de Yale, donde reposan muchos de los especímenes de Ichthyornis, comenzó a hacer exhibiciones de muchos de sus fósiles más importantes o interesantes en el gran salón del museo. Dos paneles (es decir, piezas donde el esqueleto es dispuesto en una losa de yeso) fueron creados para el Ichthyornis; uno para I. dispar y otro para I. victor. Ambos fueron realizados por Hugh Gibb, quien preparó muchos de los fósiles de Marsh para su estudio y presentación. El panel de I. dispar solo contenía los fósiles del holotipo, mientras que el de I. victor era una composición que incorporaba una variedad de diferentes especímenes para hacer parecer la pieza más completa (de todas maneras, no contenía ninguna parte del espécimen original de I. victor).
En algún momento antes de 1937, el espécimen del holotipo de I. victor fue reasignado al ejemplar del panel. Reportes posteriores del espécimen, incluso del personal del Museo Peabody, por error declararon que la muestra original del I. dispar estaba compuesta por la mayor parte del esqueleto, cuando en realidad solo eran tres huesos. En 1997, la situación se volvió tan confusa que Jacques Gauthier, el actual curador de la colección paleontológica de vertebrados del museo, autorizó la desmantelación de ambos paneles. Esto permitió que los huesos fueran debidamente retirados y estudiados en tres dimensiones, lo que había sido imposible antes, cuando estaban incrustados en el yeso. Una redescripción completa de estos especímenes fue publicada por la paleontóloga Julia Clarke en 2004.

## Clasificación

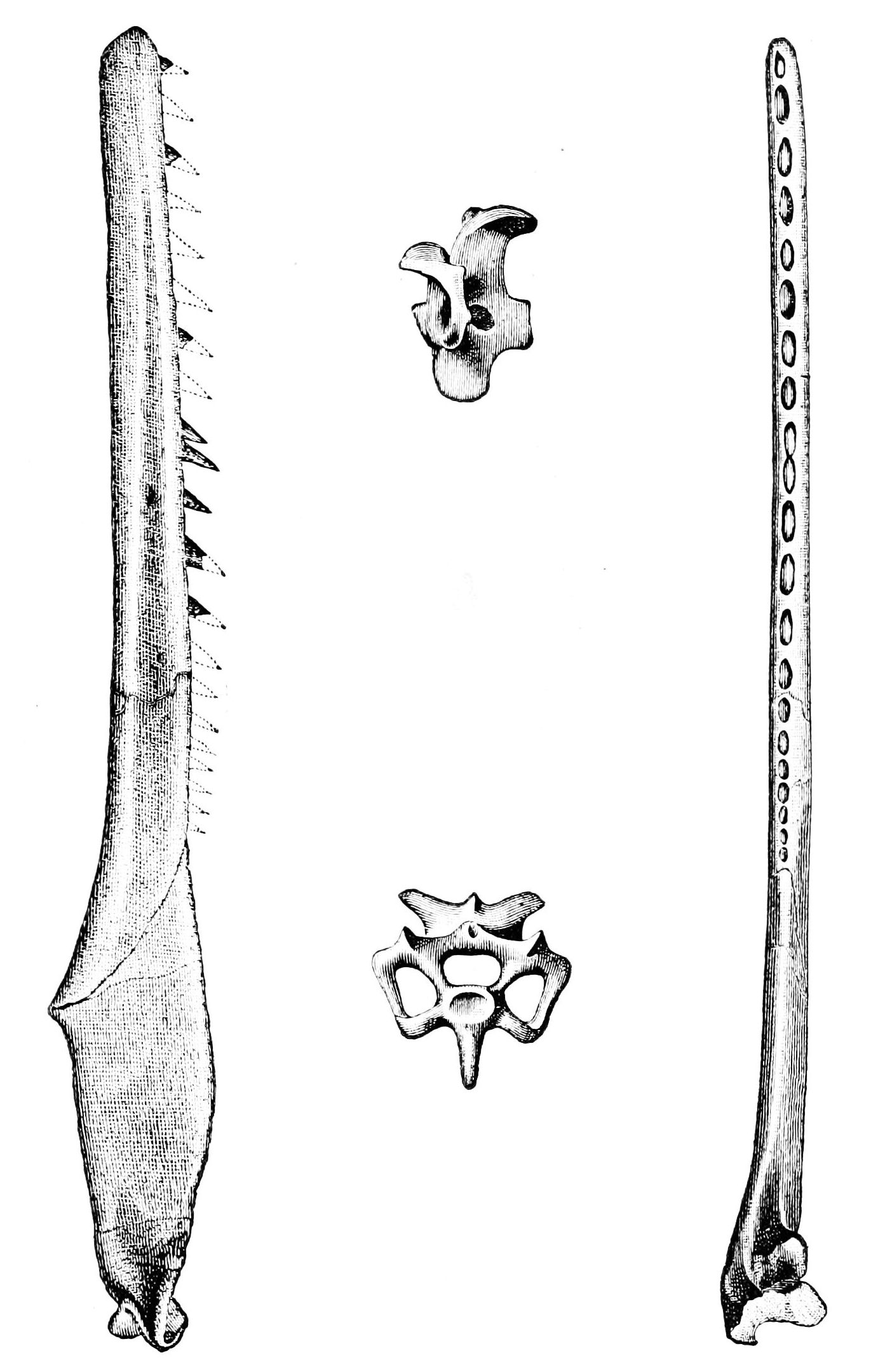
La imagen muestra fósiles de Ichthyornis dispar, con huesos bien conservados que incluyen un cráneo parcial, vértebras y partes de las extremidades. Los fósiles destacan por su detalle, permitiendo observar características anatómicas distintivas de esta ave prehistórica.

Ichthyornis es cercano a los ancestros de las aves modernas, las Neornithes, pero representa un linaje independiente. Tradicionalmente se ha considerado que estaba cercanamente emparentada con otros taxones cretácicos conocidos de restos muy fragmentarios — Ambiortus, Apatornis, Iaceornis y Guildavis — pero estos parecen ser más cercanos a los ancestros de las aves modernas que Ichthyornis dispar. Nuevos datos sobre la radiación de las Neornithes, indican que ésta habría empezado ya en el Cretácico (ver Vegavis), pero solo más datos de otras aves podrían arrojar luces sobre las relaciones exactas de estas especies. En la revisión de Clarke en 2004, el antiguo orden Ichthyornithiformes y la familia Ichthyornithidae son ahora sustituidos por la subclase Ichthyornithes, que en el artículo fue también definida de acuerdo a la clasificación filogenética como todos los descendientes del más reciente ancestro común de Ichthyornis dispar y las aves modernas.
De las varias especies descritas, solo una, Ichthyornis dispar, es actualmente reconocida, siguiendo la monumental revisión de Julia Clarke. Marsh había previamente nombrado un ejemplar ahora asignado a I. dispar como Graculavus anceps. Clarke argumentó que debido a las reglas de para nombrar especies zoológicas dadas por el ICZN, que establecen que una especie tipo para un género debe haber sido originalmente sido incluido en ese género, Ichthyornis anceps no es apto para reemplazar a I. dispar como la especie tipo y debe ser considerada como sinónimo más moderno incluso si fue nombrada primero. Sin embargo, Michael Mortimer ha anotado que esto es incorrecto; aunque I. anceps no puede llegar a ser la especie tipo de Ichthyornis, el ICZN no le impide convertirse en el sinónimo más antiguo de la especie tipo I. dispar. Por lo tanto, I. anceps debería ser considerado el nombre correcto de la única especie reconocida de Ichthyornis.
Ha habido una considerable confusión acerca de la atribución del material fósil. La similitud de la mandíbula inferior y los dientes a los de los mosasaurios (lagartos marinos piscívoros) es tan grande que incluso en una fecha tardía como 1952, se afirmaba que realmente pertenecían a una especie diminuta o a individuos jóvenes del género Clidastes o un género relacionado con éste.
La  presunta especie "Ichthyornis" lentus realmente pertenece al primitivo género galliforme Austinornis. "Ichthyornis" minusculus de la formación Bissekty (Cretácico Superior) de Kyzyl Kum, Uzbekistán, es probablemente una enantiornita.
El cladograma a continuación es el resultado de un análisis de 2014 analysis realizado por Michael Lee y colaboradores que se basa en una versión expandida de un estudio anterior de O’Connor y Zhou en 2012. Los nombres de los clados se posicionan con base en sus definiciones.
|  | †Hesperornithes                                                     |
|  |                                                                     |
|  | \| \| †Limenavis \| \| \| \| \| \| Aves (aves modernas) \| \| \| \| |
|  |                                                                     |
|  | †Limenavis                                                          |
|  |                                                                     |
|  | Aves (aves modernas)                                                |
|  |                                                                     |

|  | †Limenavis           |
|  |                      |
|  | Aves (aves modernas) |
|  |                      |

|  | †Hesperornithes                                                     |
|  |                                                                     |
|  | \| \| †Limenavis \| \| \| \| \| \| Aves (aves modernas) \| \| \| \| |
|  |                                                                     |
|  | †Limenavis                                                          |
|  |                                                                     |
|  | Aves (aves modernas)                                                |
|  |                                                                     |

|  | †Limenavis           |
|  |                      |
|  | Aves (aves modernas) |
|  |                      |

## Sinonimia
- Nivel de subclase
  - Odontotormae Marsh, 1875
- Nivel de género
  - Plegadornis Wetmore, 1962 (no C. L. Brehm, 1855)
  - Angelinornis Kashin 1972 - nomen novum para Plegadornis Wetmore, 1962 (preocupado)
- Nivel de especies
  - Colonosaurus mudgei Marsh, 1872
  - Ichthyornis anceps (Marsh, 1872: Graculavus anceps)
  - Ichthyornis agilis (Marsh, 1873: Graculavus agilis)
  - Ichthyornis victor Marsh, 1876
  - Ichthyornis lentus (Marsh, 1877: Graculavus lentus)
  - Ichthyornis tener Marsh, 1880
  - Ichthyornis validus Marsh, 1880
  - Ichthyornis antecessor (Wetmore, 1962: Plegadornis antecessor. También Angelinornis antecessor)